# Абдурахман Дибра
Абдураман Дибра (на албански: Abdurrahman Dibra; на турски: Abdurrahman Dibra) е османски и албански политик.

## Биография
Роден е в град Дебър в 1885 година в богато мюсюлманско семейство. Схващането му за албанизма е съчетание между ислямизъм и регионализъм. Учи в Битоля, където заедно с Вехби Аголи се противопоставя на създаването на албански клуб, заради прокламираното равенство между мюсюлмани и християни, като настояват за мюсюлмански характер на клуба. След формирането на клуба, Дибра създава отделен клуб само за дебрани. Докато е ученик в Цариград е съквартирант с Ахмед Зогу. Завършва в 1908 година и работи като заместник-кмет на Цариград.
В 1920 година се връща в Албания и служи в различни министерства на албанското правителство, включително и като министър на финансите от 1924 до 1939 година. От 27 май до 10 юни 1924 година и от 12 февруари 1927 до 10 май 1928 година е вътрешен министър. Дибра подкрепя смяната на формата на държавно управление към монархия в 1928 година. От януари 1929 до март 1930 година е министър на образованието в първия кабинет на Костак Кота. В 1932 година е избран за депутат от Дебър и е министър на финансите до 1935 година. Избран е за депутат в 1936 година от област Дебър. От 7 ноември 1936 година до италианската инвазия от април 1939 година е министър на образованието във втория кабинет на Костак Кота.
Заедно с Фикри Зихни е член на консервативната зогистка групировка Беса. От 1931 до 1936 година издава едноименния вестник „Беса“. Групировката има силно влияние върху краля.
След окупацията първоначално остава в Албания, но после бяга в Турция. Интерниран е в Италия и живее във Флоренция от началото на 1940 до капитулацията на страната през септември 1943 година. След това се връща в Дебър и се оттегля от публичния живот. След комунистическия преврат в страната новата власт първоначално не го закача макар и да е бил министър на крал Зог. В средата на 1946 година обаче е арестуван и екзекутиран синът му Кенан Дибра за промонархически заговор. Останалата част от семейството е интернирана в Драч. В 1951 година Абдураман Дибра е арестуван. Осъден е на 10 години за агитация и пропаганда, тъй като жителите на града от респект към него си накланяли наполовина шапките като се разминавали с него по улицата. Лежи осем и половина години в тиранския затвор Бурел, след което е освободен поради напреднала възраст. Умира от удар през февруари 1961 година.